# 阿雷納火山國家公園

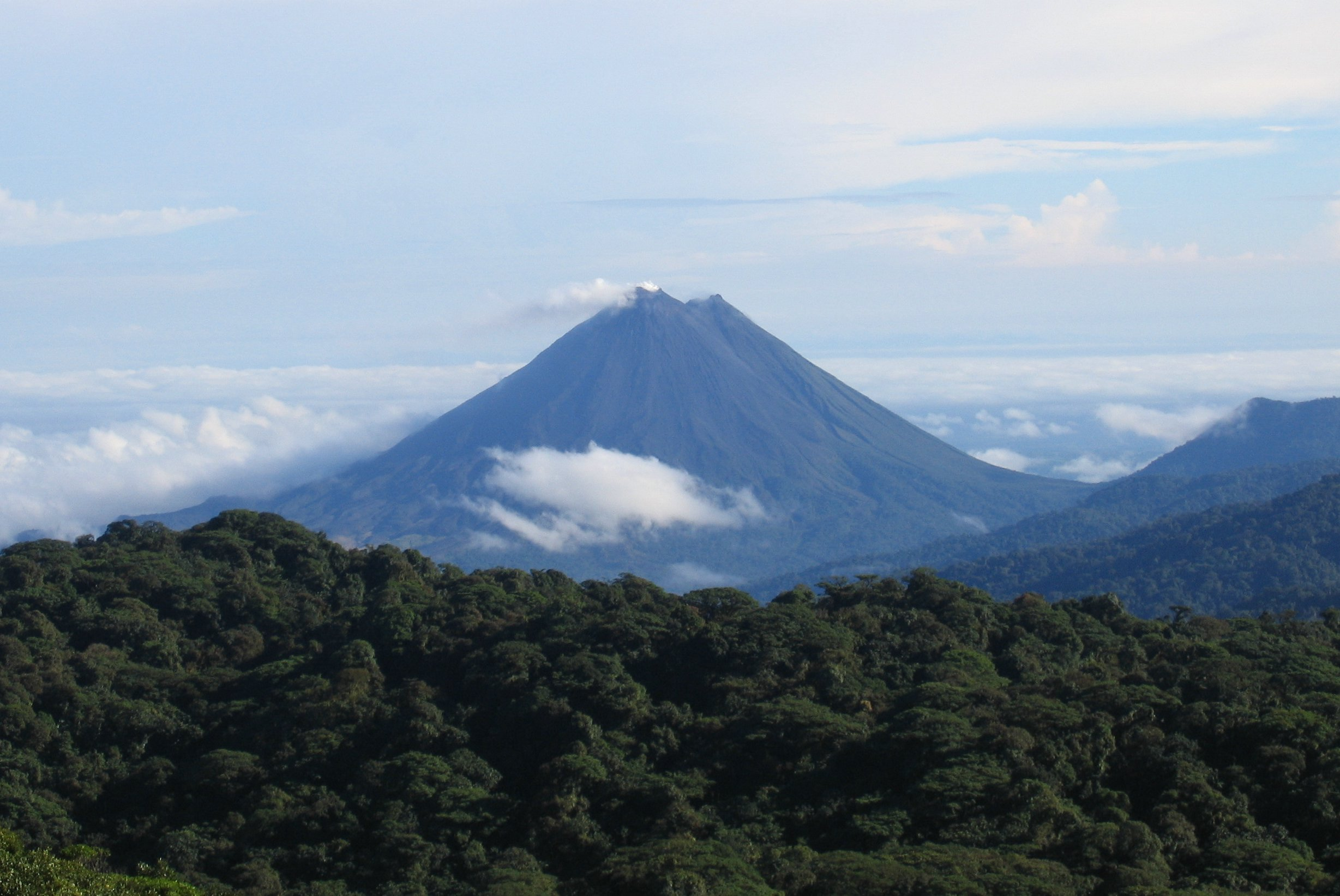

阿雷納火山國家公園是哥斯達黎加的國家公園，位於該國北部，由瓜納卡斯特省負責管轄，面積121.24平方公里，成立於1991年11月6日。1968年7月29日，阿雷納爾火山發生火山噴發，造成90人死亡。

## 外部連結
- Governing body National System of Conservation Areas official data （西班牙文）
- 1968 Arenal Eruption （页面存档备份，存于）
- Arenal Volcano National Park （页面存档备份，存于） at Costa Rica National Parks
- Arenal Volcano History